# Louis Fürnberg

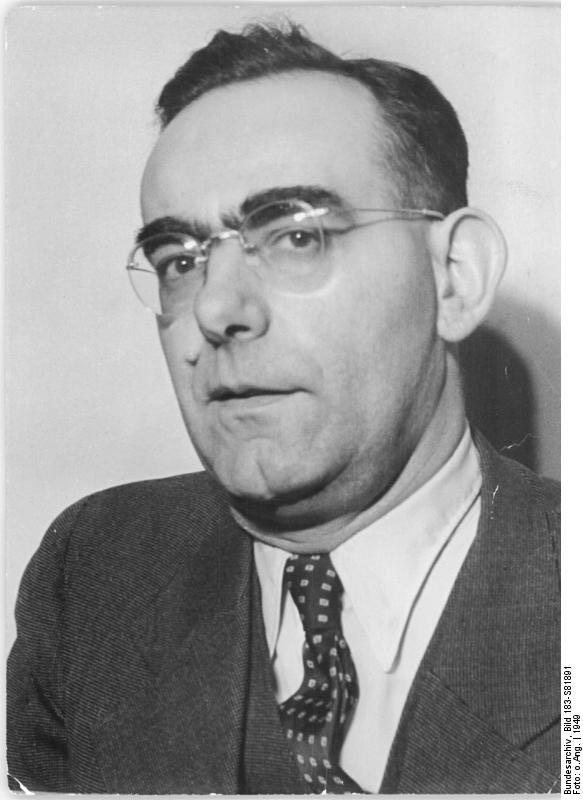
Louis Fürnberg, 1949

Louis Fürnberg (* 24. Mai 1909 in Iglau, Mähren, Österreich-Ungarn; † 23. Juni 1957 in Weimar) war ein tschechoslowakisch-deutscher Schriftsteller, Dichter, Nachdichter, Journalist, Komponist und Diplomat. Er schrieb ab 1932 zeitweilig unter dem Pseudonym Nuntius beziehungsweise Nuncius. Von ihm sind Text und Melodie des Lieds der Partei, das jahrelang als offizielle Hymne der SED diente.

## Leben
Fürnberg wurde als Sohn einer deutschsprachigen, jüdischen Textilfabrikantenfamilie im mährischen Iglau geboren. Seine Mutter, Berta Fürnberg, starb kurz nach seiner Geburt. Mit seinem Vater, Jakob Fürnberg, siedelte er aufgrund dessen zweiter Heirat nach Karlsbad über und verbrachte dort seine Kindheit und Jugend. 1913 wurde sein Halbbruder Walter Fürnberg geboren.
In Karlsbad besuchte Fürnberg ab 1919 das Gymnasium. Die auf Wunsch seines Vaters anschließende Lehre als Kunstkeramiker in „Knolls Porzellanfabrik“ in Fischern musste er 1926 wegen einer Tuberkuloseerkrankung abbrechen. Als Siebzehnjähriger trat er in die Sozialistische Jugend ein. 1927 ging er nach Prag und besuchte die Deutsche Handelsakademie. Er begann, erste Gedichte in der dortigen deutschsprachigen bürgerlichen Presse zu veröffentlichen.
1928 wurde er Mitglied in der deutschen Sektion der Kommunistischen Partei der Tschechoslowakei. Er gründete im Mai 1932 die Agitprop-Gruppe Echo von links, für die er zwischen 1932 und 1936 hauptsächlich als Texter tätig war. Im Rahmen eines der Programme der Gruppe lernte er 1936 Lotte Wertheimer kennen, Tochter eines österreichisch-jüdischen Unternehmers, die ebenfalls Kommunistin war und die er 1937 heiratete. Bis 1939 war er für die kommunistische Presse in Prag tätig, so z. B. seit 1934 als Redakteur der Arbeiter-Illustrierte-Zeitung (A-I-Z), die von Berlin nach Prag emigriert war. Auch arbeitete er am Gegenangriff unter Bruno Frei mit. Nachdem er 1936 erneut an Lungentuberkulose erkrankt war, weilte er zur Kur in Lugano. Das Echo von links wurde eingestellt.
Nach dem Einmarsch der Deutschen in Prag im März 1939 versuchte das Ehepaar Fürnberg nach Polen zu fliehen, wurde jedoch verraten und inhaftiert. Während Fürnbergs Frau nach zwei Monaten freigelassen wurde und nach London fliehen konnte, ging er durch mehrere Gefängnisse und wurde gefoltert. Erst später gelang es der Familie seiner Frau, ihn durch Bestechung der Gestapo freizukaufen und eine Abschiebung nach Italien zu erreichen, wo er seine Frau zum Jahreswechsel 1939/40 wiedertraf. Sie flohen weiter über Jugoslawien, wo 1940 in Belgrad ihr Sohn Miša geboren wurde, bis sie schließlich 1941 Palästina erreichten. Seine im deutschen Machtbereich verbliebene Familie wurde im Holocaust ermordet.
Nach Kriegsende kehrte Fürnberg 1946 von Jerusalem nach Prag zurück. In den folgenden zwei Jahren war er als Journalist und Korrespondent für mehrere Zeitungen in Prag tätig. 1947 wurde seine Tochter Alena geboren. Es folgte eine Tätigkeit im Informationsministerium, von 1949 bis 1952 war er Erster Botschaftsrat (Kulturattaché) der tschechoslowakischen Botschaft in Ost-Berlin und kehrte anschließend in die Tschechoslowakei zurück. Das unübersehbar von antisemitischen Tendenzen gekennzeichnete politische Klima der spätstalinistischen Sowjetunion hatte auch – und besonders stark – auf die Tschechoslowakei unter Klement Gottwald übergegriffen. Fürnberg sah sich gezwungen, seinen Namen in Lubomír Fyrnberg zu ändern. Die während dieser Zeit verhängten Todesurteile gegen Teile der Führung der KP der Tschechoslowakei im Slánský-Prozess, die auch einige der Freunde und Bekannten von Louis Fürnberg betrafen, beeinflussten ihn gesundheitlich.

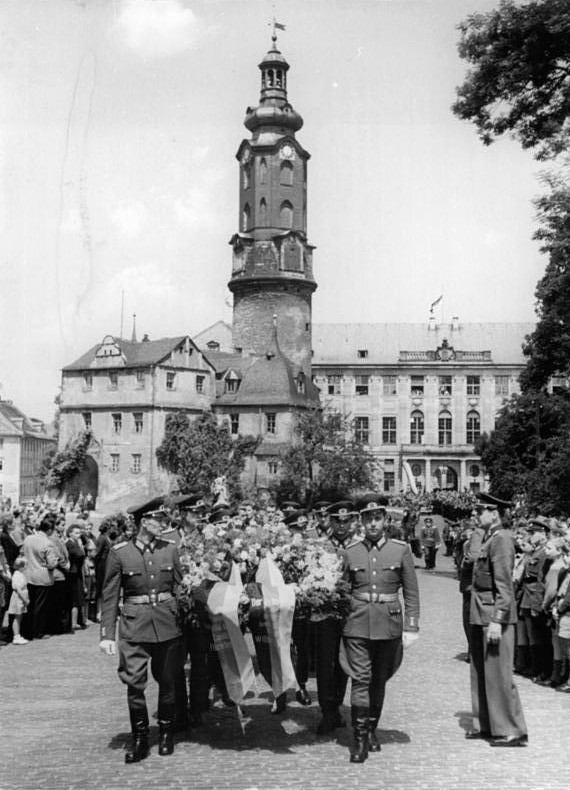
Begräbnis Louis Fürnbergs, 1957

1954 übersiedelte Fürnberg mit seiner Frau und den beiden Kindern nach Weimar. Hier war er als stellvertretender Leiter der Nationalen Forschungs- und Gedenkstätten der klassischen deutschen Literatur tätig und war Mitherausgeber der Weimarer Beiträge. 1955 wurde er Mitglied der Deutschen Akademie der Künste. Im gleichen Jahr erlitt er jedoch einen Herzinfarkt, von dem er sich nicht mehr erholte. Er starb im Alter von 48 Jahren in der Nacht vom 23. zum 24. Juni 1957.

## Künstlerisches Schaffen
Fürnberg verstand sich als politischer Dichter: „Was ich singe, sing ich den Genossen. Ihre Träume gehen durch mein Lied.“ Seine Novelle Die Begegnung in Weimar behandelt das Treffen Adam Mickiewiczs mit Johann Wolfgang von Goethe im August 1829. In seinen Dramen, Festspielen und selbst komponierten Kantaten erwies er sich bis an sein Lebensende als treuer Kommunist.
Der Text des Erfolgshits der Puhdys (Alt wie ein Baum) bezieht sich auf das Gedicht Alt möcht ich werden von Fürnberg, sie singen hier: „Alt wie ein Baum möchte ich werden, genau wie der Dichter es beschreibt …“
Der Name Louis Fürnberg wird stark assoziiert mit dem Lied der Partei, verfasst als Huldigung an den IX. Parteitag der KPČ im Mai 1949 (zu dem er zu seiner großen Kränkung nicht eingeladen wurde). Nach dem XX. Parteitag der KPdSU 1956 wurde Stalins Name aus dem Text gestrichen. Der ursprüngliche Kehrreim „So aus leninschem Geist wächst, von Stalin geschweißt, die Partei, die Partei, die Partei“ wurde entsprechend der neuen Parteilinie gesungen: „So aus leninschem Geist wächst zusammengeschweißt, die Partei, die Partei, die Partei“. Die Gedichte Stalins Geburt, Der junge Stalin, Der größte Schüler waren aus der Werkausgabe zu streichen.
Das Lied von Stalin ist nun Ein Lied vom Menschen. Aus „Dieses Lied weihe ich Stalin“ wurde nun: „Dieses Lied weihe ich den Sowjets“. An anderer Stelle wurde statt Lenin und Stalin nun Marx und Engels gehuldigt.

## Ehrungen
- 1933 1. Preis für die Kantate Feststellung bei der Internationalen Arbeitertheater-Olympiade in Moskau
- 1953 wurde Fürnberg für journalistische Arbeiten mit dem Julius-Fučik-Preis geehrt.
- 1956 erhielt er den Nationalpreis der DDR.
- 1972 Stiftung des Louis-Fürnberg-Preises durch den Rat des Bezirks Erfurt

## Nachwirkung

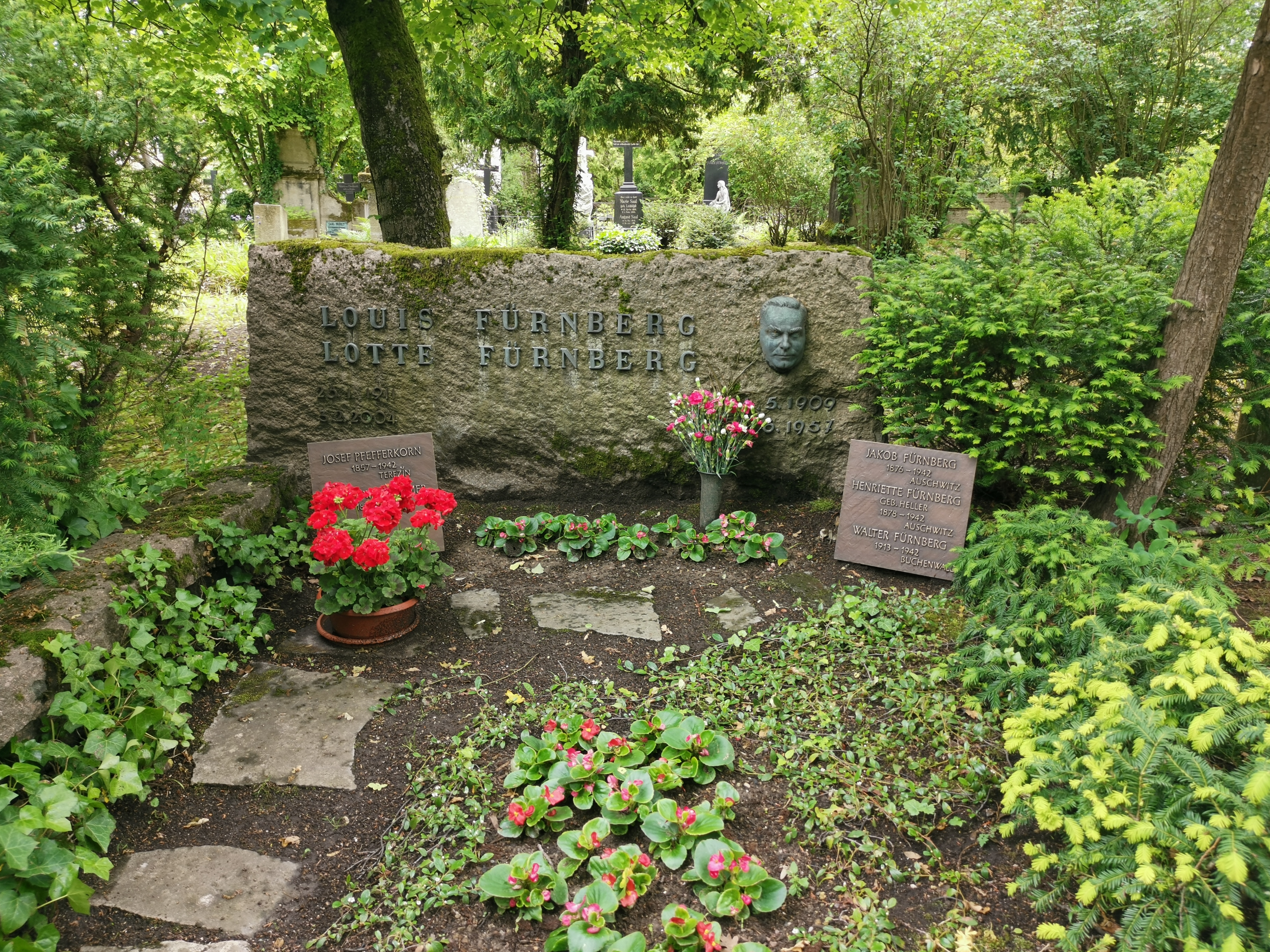
Grabstätte

Fürnberg wurde nach einem feierlichen Trauerzug am 27. Juni auf dem Ehrengräberfeld des Historischen Friedhofs Weimar beigesetzt. Nach seinem Tod leitete seine Witwe Lotte Fürnberg, die langjährig als Rundfunkredakteurin tätig war, das Louis-Fürnberg-Archiv in Weimar. Sie starb im Januar 2004 mit 92 Jahren in Weimar. Das Louis-Fürnberg-Archiv in Weimar, das zugleich eine Gedenkstätte ist, wurde von 1957 bis 1961 unter der Leitung der Akademie der Künste eingerichtet.

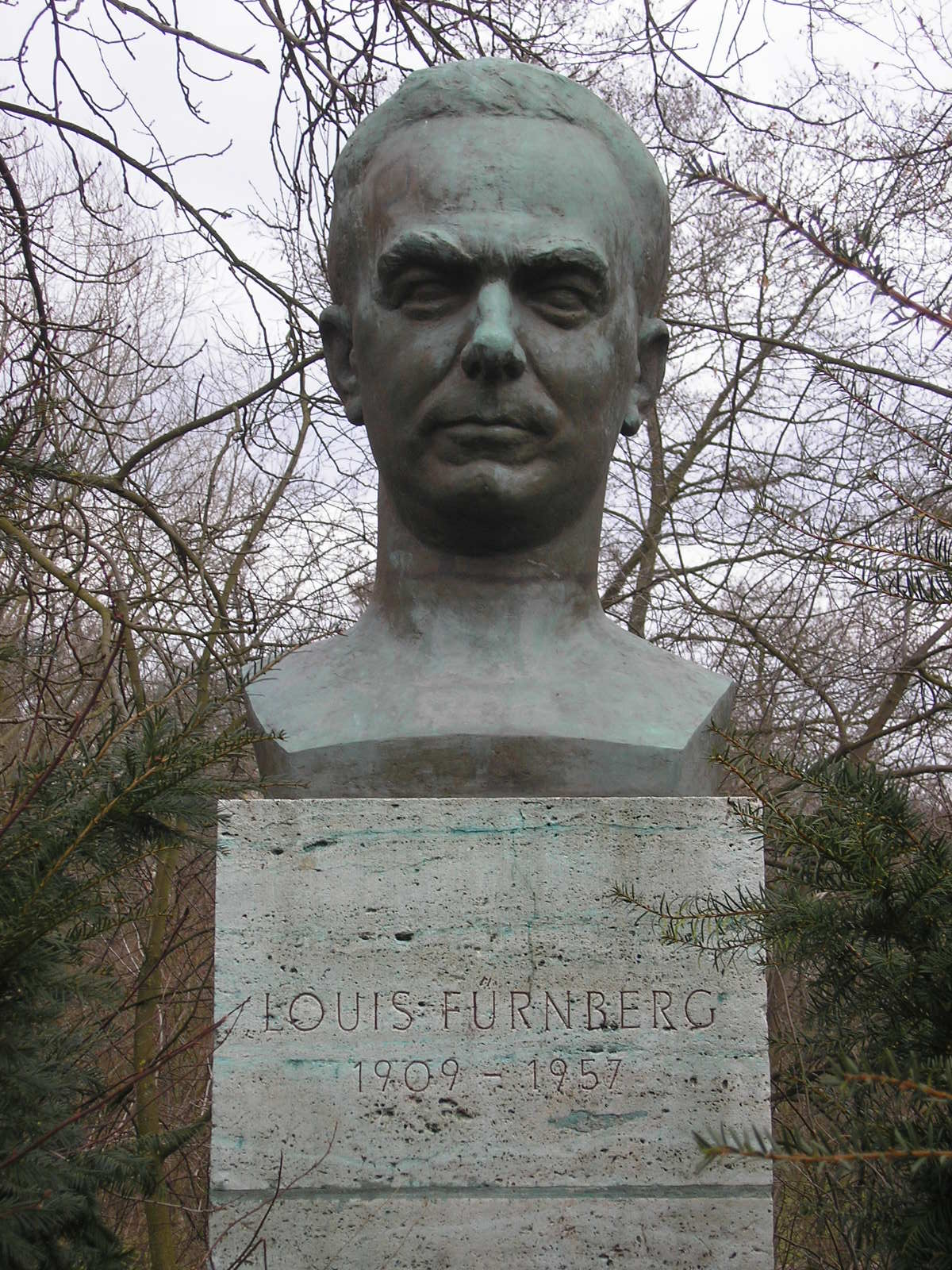
Fürnbergdenkmal in Weimar

1961 wurde von Martin Reiner und Franz Dospiel im Park an der Ilm das  Louis-Fürnberg-Denkmal geschaffen.
An seinem 100. Geburtstag ehrte die Stiftung Weimarer Klassik den Dichter mit einer Gedenkveranstaltung im Stadtschloss, bei der Fürnbergs Tochter Alena aus seinen Gedichten las und Schriftsteller Wulf Kirsten eine Laudatio hielt.
Im Verwaltungsgebäude der Gedenkstätte Buchenwald wurde sein Arbeitszimmer originalgetreu wieder aufgebaut; es ist seit Juni 2017 nach Anmeldung (über www.buchenwald.de) zugänglich.

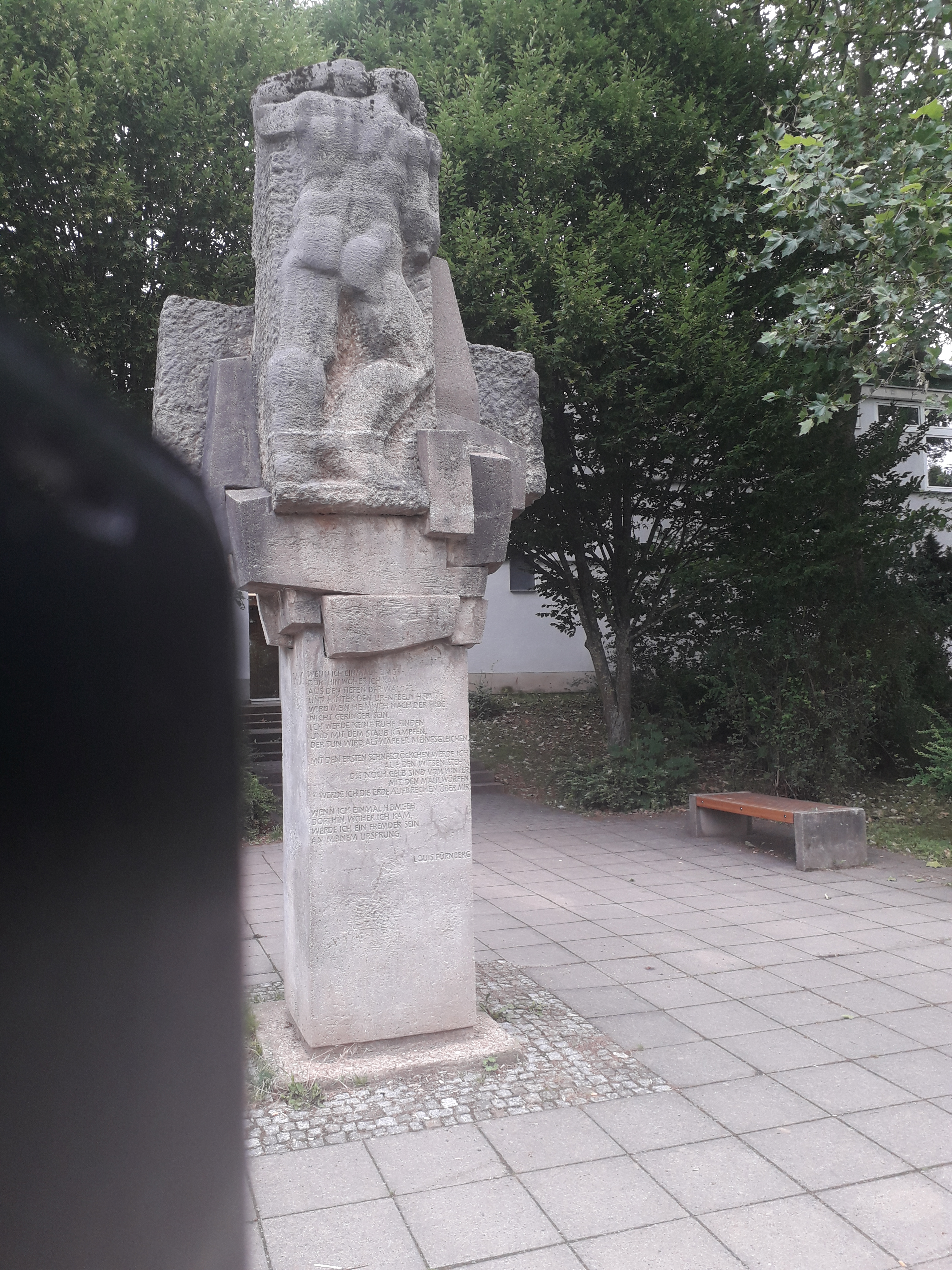
„Hommage à Fürnberg“ von Lutz Hellmuth und Dietmar Lenz

1982 errichteten die Bildhauer am Dichterweg Lutz Hellmuth und Dietmar Lenz eine Skulptur Hommage à Fürnberg. Nicht weit davon, in der Bodelschwinghstraße 78, wurde 1959 die Staatliche Grundschule „Louis Fürnberg“ in Weimar eingeweiht.
Das Poetische Theater der Karl-Marx-Universität Leipzig nannte sich zeitweilig „Louis Fürnberg“. Auch eine Grundschule in Weimar trägt seinen Namen.

## Werke (Auswahl)
- Lieder Songs Moritaten – Eine Auswahl. Basel 1937.
- Hölle, Hass und Liebe. 1943 (Gedichte).
- Der Bruder Namenlos. Ein Leben in Versen. Mundus-Verlag, Basel 1947.
- Die Begegnung in Weimar. Novelle. Aufbau-Taschenbuchverlag, Berlin 1995, ISBN 3-7466-1067-2 (Nachdruck der Ausgabe Berlin 1952).
- Du hast ja ein Ziel vor den Augen. (Worte und Weise, 1937)[10]
- Heimat, die ich immer meinte. Böhmen und Deutschland in Gedichten aus dem Nachlass. Aufbau-Verlag, Berlin 1964.
- Lieder, Songs und Moritaten. Eine Auswahl. Deutsche Akademie der Künste, Berlin 1959.
- Mozart-Novelle. Manesse, Zürich 1991, ISBN 3-7175-8184-8 (Erstauflage 1947).
- Die spanische Hochzeit. 2. Aufl. Aufbau, Berlin 1986 (Illustrationen von André Masson) (Erstauflage 1948).
- Und Sterne wandern, wie ich geh. Gedichte, Lieder, Songs. 2. Aufl. Henschel, Berlin 1981.
- Wanderer in den Morgen. Ein Gedichtskreis. Dietz Verlag, Berlin 1961.
- Herbert Meinke (Hrsg.): War ein Wintertag … Gedichte. Dahlemer Verlagsanstalt, Berlin 1996, ISBN 3-928832-07-7.
- Spätsommerabend. 1951 (Gedicht)
- Der Urlaub. Aufbau, Berlin 1964. Aus dem Nachlass. Hg. Lotte Fürnberg und Gerhard Wolf
- Gesammelte Werke in sechs Bänden. Aufbau-Verlag, Berlin und Weimar 1964/65.
- Die große Freundschaft. (Friedrich Engels beim Tod Karl Marx’). Fragment aus dem Nachlass. Zuerst Junge Kunst 4, 1959; wieder in: „Aber die Welt ist verändert.“ Almanach 1959. Hrsg. PEN-Zentrum Ost und West, Verlag der Nation, Berlin 1959, S. 56–76.
- Lebenslied. Ausgewählte Gedichte. (Auswahl von Gerhard Wolf und Alena Fürnberg). Faber & Faber, Leipzig 2009, ISBN 978-3-86730-098-8.